# Muhammad as-Sa`îd
 (indiquez la date de pose grâce au paramètre date).
Abu Zayyan as-Sa'id Muhammad ibn Abd al-Aziz (أبو زيان السيد محمد بن عبد العزيز), est un sultan mérinide ayant régné de 1372 à 1374.

## Biographie
Muhammad Abu Zayyan monte sur le trône, alors qu'il est encore mineur, à la mort de son père, le sultan Abu Faris Abd al-Aziz. Ce dernier s'était lié d'amitié avec Lisan al-Din bin al-Khatib, ancien vizir de Mohammed V de Grenade, et pendant le règne de Muhammad bin Abd al-Aziz, al-Khatib est en sécurité.
Mohammed III envoie au Maroc deux princes mérinides qu'il retenait captifs à Grenade : Ahmad ibn Abd al-Aziz et Abdul Rahman bin Yaflusin, et les soutient dans la prise de contrôle du nord du Maroc. Muhammad Abu Zayyan est remplacé en 1374 par Abul Abbas Ahmad et Abd-al-Rahman. Abul-Abbas Ahmad (Mustanzir) devient le sultan de Fès, tandis qu'Abdul Rahman devient le sultan indépendant de Marrakech. Al-Khatib est emprisonné et exécuté par étranglement en 1375 alors qu'il était en captivité.